# Czy pamiętasz...
Czy pamiętasz... – pierwszy solowy album Aldony Dąbrowskiej wydany w 1996 przez wytwórnię Omega Music.

## Lista utworów
Strona A:
1. „Intro: Kilka miesięcy później”
2. „Co to znaczy kochać”
3. „Czy pamiętasz”
4. „Chłopaki pismaki”
5. „I’m Leaving My Love Behind”
6. „Na spalonej ziemi”
7. „Czy pamiętasz (soul version)”

Strona B:
1. „Sznur Pereł”
2. „New Generation”
3. „Film-Mix”
4. „You Are Still On My Mind”
5. „Wiesz”
6. „Nie zostanę”
7. „Milion gwiazd”